# Dave Winfield
David Mark „Dave“ Winfield (* 3. Oktober 1951 in St. Paul, Minnesota) ist ein ehemaliger US-amerikanischer Baseballspieler in der Major League Baseball (MLB).

## Biografie
Dave Winfield wurde in St. Paul, Minnesota geboren und verbrachte dort seine Jugend. An der University of Minnesota erhielt er ein Stipendium. Hier überzeugte er sowohl im Baseball als auch im Basketball. 1973 führte er die Minnesota Golden Gophers zum Gewinn der College World Series im Baseball. Er wurde gleich von vier Teams für drei verschiedene Sportarten gedraftet. Im Basketball waren dies die Atlanta Hawks aus der National Basketball Association sowie die Utah Stars in der American Basketball Association, im Football die Minnesota Vikings, obwohl er nie College Football gespielt hatte und im Baseball die San Diego Padres. Seine Zusage gab er den Padres die ihn im gleichen Jahr in ihr Major League Team beriefen, ohne dass Winfield in den Minor Leagues antreten musste.
Als Outfielder überzeugte Winfield bei den Padres mit einem starken rechten Arm vor allem im Verteidigungsspiel. Sein Aufstieg zum beachteten Star erfolgte 1979, als er 34 Home Runs, 118 RBIs bei einem Schlagdurchschnitt von 30,8 % erreichte. Nach der Saison 1980 wechselte er zu den New York Yankees, bei denen er einen 10-Jahres-Vertrag mit einem Gehaltsvolumen von 23 Millionen US-Dollar erhielt.
In seinem ersten Jahr bei den Yankees erreichte er gleich die World Series. In den Play-offs gegen Oakland und Milwaukee zeigte er herausragende Leistungen, aber in der World Series gegen die Los Angeles Dodgers begann er mit null Hits in seinen ersten 15 Schlagauftritten. Die Yankees unterlagen in sechs Spielen, Yankees-Besitzer George Steinbrenner verpasste Winfield dann den Namen als Mr May in Erinnerung an Reggie Jackson, den Mr October des Baseballs, der immer in den Play-offs glänzen konnte. Zwischen 1982 und 1988 erzielte Winfield 744 Runs, gewann fünfmal den Gold Glove Award und wurde jedes Jahr ins All-Star-Team berufen. Aber in New York wurde er immer wieder dafür kritisiert, dass er das Team nicht wie die Helden früherer Tage (Babe Ruth, Joe DiMaggio, Mickey Mantle und Roger Maris) zu Titeln führen konnte.
1989 musste er eine Saison wegen einer Rückenoperation aussetzen, die Saison 1990 begann er noch bei den Yankees, verließ diese aber während der Saison zu den California Angels.
1990 wurde Winfield zum MLB Comeback Player of the Year gewählt.
1992 wechselte er zu den Toronto Blue Jays, für die er meistens als Designated Hitter eingesetzt wurde. Mit ihnen erreichte er zum zweiten Mal in seiner Laufbahn die World Series. Im 6. Spiel gelang ihm im 11. Inning ein double für zwei Punkte, welches den Blue Jays den Sieg gegen die Atlanta Braves sicherte. 1993 und 1994 spielte er in seiner Heimatstadt bei den Minnesota Twins, seine letzte Station waren 1995 die Cleveland Indians. Gleich im ersten Jahr (2001) seiner Wählbarkeit wurde Winfield ein Mitglied der Baseball Hall of Fame.
1994 hatte er mit anderen Baseballspielern wie Joe Morgan und Mike Piazza einen Gastauftritt in der Sitcom Eine schrecklich nette Familie, wo er sich selbst spielte.